# UCIアジアツアー
UCIアジアツアー（UCI Asia Tour）は、アジア地域で開催される国際自転車競技連合（UCI）主催の自転車ロードレースの大陸シリーズであるコンチネンタルサーキットである。

## 歴代優勝
| 年        | 個人優勝 選手              | 個人優勝 国  | 個人優勝 チーム                                      | 国別優勝     | チーム優勝                                           |
| --------- | -------------------------- | ------------ | ---------------------------------------------------- | ------------ | ---------------------------------------------------- |
| 2004-2005 | アンドレイ・ミズロフ       | カザフスタン | CAP - カペック・サイクリングチーム                   | カザフスタン | GNT - ジャイアント・アジア・レーシングチーム         |
| 2005-2006 | ガデル・ミズバニ           | イラン       | GNT - ジャイアント・アジア・レーシングチーム         | イラン       | GNT - ジャイアント・アジア・レーシングチーム         |
| 2006-2007 | ホセイン・アスカリ         | イラン       | GNT - ジャイアント・アジア・レーシングチーム         | イラン       | GNT - ジャイアント・アジア・レーシングチーム         |
| 2007-2008 | ホセイン・アスカリ         | イラン       | TPT - タブリーズ・ペトロケミカル・サイクリングチーム | 日本         | TPT - タブリーズ・ペトロケミカル・サイクリングチーム |
| 2008-2009 | ガデル・ミズバニ           | イラン       | TPT - タブリーズ・ペトロケミカル・サイクリングチーム | カザフスタン | TPT - タブリーズ・ペトロケミカル・サイクリングチーム |
| 2009-2010 | メフディ・ソフラビ         | イラン       | TPT - タブリーズ・ペトロケミカル・サイクリングチーム | イラン       | TPT - タブリーズ・ペトロケミカル・サイクリングチーム |
| 2010-2011 | メフディ・ソフラビ         | イラン       | TPT - タブリーズ・ペトロケミカル・サイクリングチーム | イラン       | TPT - タブリーズ・ペトロケミカル・サイクリングチーム |
| 2011-2012 | ホセイン・アリザデ         | イラン       | TPT - タブリーズ・ペトロケミカル・サイクリングチーム | カザフスタン | TSG - トレンガヌサイクリングチーム                   |
| 2012-2013 | ジュリアン・アレドンド     | コロンビア   | NIP - チームNIPPO・デローザ                          | イラン       | TPT - タブリーズ・ペトロケミカル・サイクリングチーム |
| 2013-2014 | サマド・ポルセイエ         | イラン       | TPT - タブリーズ・ペトロケミカル・サイクリングチーム | イラン       | TPT - タブリーズ・ペトロケミカル・サイクリングチーム |
| 2015      | サマド・ポルセイエ         | イラン       | TPT - タブリーズ・ペトロケミカル・サイクリングチーム | イラン       | PKY - ピシュガマンジャイアントチーム                 |
| 2016      | マーク・カヴェンディッシュ | イギリス     | DDD - チーム・ディメンションデータ                   | イラン       | PKY - ピシュガマンジャイアントチーム                 |
| 2017      | マウリシオ・オルテガ       | コロンビア   | RTS - RTSモントンレーシングチーム                    | カザフスタン | UKO - TeamUKYO                                       |
| 2018      | アレクセイ・ルツェンコ     | カザフスタン | AST - アスタナ・プロチーム                           | カザフスタン | KIN - キナンサイクリングチーム                       |
| 2019      | アレクセイ・ルツェンコ     | カザフスタン | AST - アスタナ・プロチーム                           | カザフスタン | TSG - トレンガヌ・INC.・TSG・サイクリング・チーム    |
| 2020      | アレクセイ・ルツェンコ     | カザフスタン | AST - アスタナ・プロチーム                           | カザフスタン | TSC - チーム・サプラ・サイクリング                   |

## 開催レース

### 2011‐2012シーズン対象レース
| 大会名                   | 国                   | UCIグレード |
| ------------------------ | -------------------- | ----------- |
| ツール・ド・インドネシア | インドネシア         | 2.2         |
| ツアー・オブ・ハイナン   | 中国                 | 2.HC        |
| ツアー・オブ・太湖       | 中国                 | 2.2         |
| ジャパンカップ           | 日本                 | 1.HC        |
| ツール・ド・おきなわ     | 日本                 | 2.2         |
| ツアー・オブ・カタール   | カタール             | 2.HC        |
| ツアー・オブ・オマーン   | オマーン             | 2.HC        |
| アジア選手権             | 持ち回り             |             |
| ツール・ド・ランカウイ   | マレーシア           | 2.HC        |
| ツール・ド・台湾         | チャイニーズタイペイ | 2.1         |
| ツール・ド・パキスタン   | パキスタン           | 2.2         |
| ツアー・オブ・タイ       | タイ                 | 2.2         |
| ツール・ド・フィリピン   | フィリピン           | 2.2         |

| 大会名                                       | 国           | UCIグレード |
| -------------------------------------------- | ------------ | ----------- |
| ツール・ド・コリア                           | 韓国         | 2.2         |
| ツール・ド・ボルネオ                         | マレーシア   | 2.2         |
| ジュラジャ・マレーシア                       | マレーシア   | 2.2         |
| インターナショナル・アゼイバルジャン・ツアー | イラン       | 2.2         |
| ツアー・オブ・ジャパン                       | 日本         | 2.2         |
| ツール・ド・熊野                             | 日本         | 2.2         |
| ツール・ド・シンカラ                         | インドネシア | 2.2         |
| ツール・ド・ジャカルタ                       | インドネシア | 1.2         |
| ツアー・オブ・チンハイレイク                 | 中国         | 2.HC        |
| ケルマン・ツアー                             | イラン       | 2.2         |
| ツアー・オブ・チャイナ                       | チャド       | 2.1         |
| ツール・ド・北海道                           | 日本         | 2.2         |
| ツール・ド・ブルネイ                         | ブルネイ     | 2.2         |